# Formica spatulata
Formica spatulata es una especie de hormiga del género Formica, familia Formicidae. Fue descrita científicamente por Buren en 1944.
Se distribuye por los Estados Unidos. Se ha encontrado a elevaciones de hasta 1780 metros. Vive en microhábitats como rocas, piedras, hojas y el pasto.